# Dragon Crystal
Dragon Crystal (ドラゴンクリスタル) é um jogo eletrônico de 1990 desenvolvido e publicado pela Sega para os seus consoles Game Gear e Master System. O jogo é semelhante ao Fatal Labyrinth, que também foi lançado em 1990.

## História
Em uma tarde, o jogador vai andar de bicicleta e acaba virando num beco desconhecido, lá ele entra em uma loja de antiguidades. Na loja, um misterioso cristal está brilhando numa prateleira. Ao se aproximar do cristal, uma força poderosa puxa o jogador e causa um apagão na loja.
O jogador acorda em uma floresta com uma estranha criatura o seguindo. Essa floresta é um labirinto enorme, cheio de criaturas perigosas. O jogador encontra armas e outros itens espalhados por lá para ajudá-lo a lutar contra os monstros. A única saída é continuar adiante, derrotando monstros e aumentando o poder ao longo do caminho.

## Jogabilidade
O jogador começa no meio de um labirinto coberto por névoa. As dez primeiras fases são uma mistura de árvores, cactos, girassóis, e moais; a versão do Master System substitui os girassóis e os moais por tijolos e metais. O progresso é efetuado após se teletransportar para a próxima fase ao pisar numa estrela no chão, ao terminar a fase.
Armas, armaduras, poções, anéis, comida, dinheiro e inimigos são colocados aleatoriamente no chão. Se um jogador andar por muito tempo sem se alimentar, ele morre de fome.
O jogador tem um determinado número de pontos de vida dependendo do nível alcançado, estes aumentam matando monstros e avançando de nível. Pontos de vida são perdidos na batalha com o inimigo e recuperados ao se mover. O dinheiro pode ser usado para reviver, podendo aumentar o valor pelo número de mortes passadas.
O jogo é essencialmente, baseado em turnos, com cada movimento ou ação, equivalente a um turno. Isso significa que ficar rodeado por inimigos pode ser particularmente perigoso já que cada inimigo teria um ataque para cada ataque que o jogador faz. Da mesma forma, um jogador que queira pensar sobre o que fazer em uma batalha poderia pensar sem ser atacado apenas ficando parado.
Itens coletados no jogo, com exceção de armas e armaduras, são diferenciados por cores, com cada cor representando um efeito que não pode ser visto até que o jogador faça uma das seguintes ações: usar o item em si mesmo, ou arremessá-lo em um inimigo. Em geral, poções podem curar ou envenenar o jogador, livros podem fornecer mapas ou magias que podem fortalecer o jogador, ou, remover um efeito prejudicial (como a remoção de itens amaldiçoados), cajados mágicos criam feitiços que afetam os inimigos e anéis dão pontos bônus na estatística (ou, às vezes, são amaldiçoados, tais como o Hunger Ring, que faz com que o jogador fique com fome muito mais rapidamente). Itens indesejados, tais como armaduras ou armas mais fracas do que as já utilizadas pelo jogador e itens amaldiçoados ou venenosos, podem ser largados no chão ou arremessados nos inimigos para dano insignificativo. O jogador só pode carregar um número limitado de itens.
Assim que o jogador vai equipando melhores itens, a aparência do personagem será alterada para refletir o novo equipamento. Túnica, couraça e couro têm o mesmo aspecto, no entanto, a cota de malha dá ao jogador uma nova aparência.
Ao subir de níveis, o ovo que acompanha o jogador se transforma em um dragão, que cresce à medida que o jogador aumentar de nível.
Cada inimigo tem um ataque único. Sapos podem intoxicar o jogador, diamantes de fogo voadores causam tontura (que tem o efeito de atrapalhar a direção na qual o jogador se move), ninjas se teletransportam ao redor do mapa, os slimes criam cópias de si mesmos, e assim por diante. O jogo termina quando o jogador encontra e pega o cálice sagrado na 30º fase.

## Sequências e adaptações
Dragon Crystal é parecido e possui as mesmas características de Fatal Labyrinth, que foi lançado na mesma época. Um Dragon Crystal II foi planejado para telefones móveis, mas nunca foi lançado.
A versão de Game Gear foi lançada para o Nintendo 3DS em 14 de Março de 2012 no Japão, 15 de Março de 2012 na América do Norte e 29 de Março de 2012 na Europa.

## Recepção
O jogo foi citado em 1991 na revista Dragon #175 por Hartley, Patricia, e Kirk Lesser na coluna de "The Role Of Computers".
Em 24 de Maio de 2012, dois meses depois de seu lançamento no Nintendo 3DS, o jogo foi comprado e baixado mais de trezentas vezes.